# NA-2041
La  NA-2041  es una carretera local perteneciente a la Red de Carreteras de Navarra que se inicia en PK 1,06 de NA-1720 y termina en Ekai de Lónguida. Comunica el Barrio Aserradero de Ekai de Lónguida con la NA-1720. Tiene una longitud de 0,52 kilómetros.

## Recorrido
| Denominación | Kilómetro | Salida                         | Carretera                      | Dirección                      |
| ------------ | --------- | ------------------------------ | ------------------------------ | ------------------------------ |
| NA-2041      | 0         |                                | NA-1720                        | Ekai de Lónguida Aoiz/Agoitz   |
| NA-2041      | 0         | Travesía del Barrio Aserradero | Travesía del Barrio Aserradero | Travesía del Barrio Aserradero |